# قسام أوتيم
 قسام أوتيم (بالإنجليزية: Cassam Uteem)‏ (و. 1941 – م) هو سياسي من موريشيوس .
تولى منصب رئيس جمهورية موريس (1992-06-30–2002-02-15) .